# 팔레스타인 거래소
팔레스타인 거래소(아랍어: بورصة فلسطين)은 팔레스타인 나블루스에 소재한 증권거래소이다.

## 같이 보기
- 증권거래소